# Fritz Walter (labdarúgó, 1920)
Fritz Walter (Kaiserslautern, 1920. október 31. – Enkenbach Alsenborn, 2002. június 17.) német válogatott labdarúgó, edző, az 1954-ben világbajnoki címet nyert nyugatnémet válogatott csapatkapitánya. A német labdarúgás történetének egyik legendás alakja.

## Élete
Fritz Walter 1920-ban Kaiserslauternben született. 1928-ban szülőhelyének labdarúgócsapatánál az 1. FC Kaiserslauternnél kezdte karrierjét. Rendkívüli tehetsége révén már 17 évesen bemutatkozhatott egyesülete felnőttcsapatában. 1940-ben 20 évesen debütált nemzeti csapatban rögtön mesterhármassal Románia ellen.
Fritz Waltert a fegyveres erők 1942-ben besorozták katonának. Katonai szolgálata során 24 évesen Máramarosszigeten szovjet hadifogságba esett, ahol elkapta a maláriát, melyből kigyógyult. Nagy szerencséjére egy magyar futballrajongó őr felismerte őt a fogolytáborban, akinek sikerült elhitetnie a szovjetekkel Fritzről, hogy nem német, hanem osztrák. Walter ennek köszönhetően megmenekült a gulágtól, így már 1945-ben hazatérhetett Kaiserslauternbe.
1945-ben szülővárosába hazatérve folytatta a labdarúgást. Walter fénykorát az ötvenes években élte, mikor az ő vezérletével az 1. FC Kaiserslautern 1951-ben és 1953-ban német bajnok lett.
Karrierjének legemlékezetesebb és egyben legszebb pillanata az 1954-es világbajnokság döntője, melyen az NSZK válogatottja a toronymagasan esélyes magyarok ellen lépett pályára. A döntő alatt zuhogott az eső, aminek révén Walter a legjobb formáját hozta, így óriási szerencse révén az NSZK válogatottja 3-2-re győzött és elhódította a világbajnoki címet. A döntő napja óta Németországban a nagyon rossz időjárást Fritz Walter időjárásnak nevezik. 1959-ben vonult vissza.

## Későbbi élete
1958-ban a német válogatott tiszteletbeli csapatkapitányának nevezték ki.
1985-ben abban a megtiszteltetésben részesült, hogy klubja az 1. FC Kaiserslautern elnevezte róla a stadionját.
2002-ben hunyt el a Kaiserlauterntől 20 kilométerre fekvő Enkenbach Alsebornban.

## Sikerei, díjai
- 1. FC Kaiserslautern:
  - Német bajnok: 1951, 1953
- Válogatott:
  - Világbajnok: 1954